# Воген Ковені
Воген Ковені (англ. Vaughan Coveny, нар. 13 грудня 1971, Веллінгтон, Нова Зеландія) — колишній новозеландський футболіст. З 1992 року виступав у складі національної збірної Нової Зеландії. Клубна кар'єра Вогена тривала близько 20 років, а найвищим досягненням гравця стали виступи в клубі «Сауз Мельбурн», коли той виступав у австралійській Національній футбольній лізі. Виступав переважно на позиції нападника, проте інколи тренерський штаб використовував його й на позиції відтянутого флангового нападника. Після завершення кар'єри гравця розпочав тренерську діяльність.

## Клубна кар'єра
Розпочав дорослу кар'єру в 1990 році в новозеландському клубі «Уотерсайд Керорі», потім виступав у «Мірамар Рейнджерс». В 1992 році переїхав з Нової Зеландії до Австралії, в Національну Футбольну Лігу (NSL). Після цього виступав у клубах «Мельбурн Найтс» та «Вуллонгвонс Вулвс», допоки в 1995 році не перейшов до складу «Сауз Мельбурн». У складі клубу двічі вигравав національний чемпіонат; у фіналі Кубку націй ОФК 1999 року переграв фіджійський ФК «Наді» з рахунком 5:1, автором одного з цих голів і став Ковені. Перемога клубу в цьому турнірі доволила Вогену зіграти на Клубному чемпіонаті світу 2000 року. У трьох матчах групового турніру австралійці по черзі поступилися «Манчестер Юнайтед», «Некакса» та «Васко да Гама», в усіх цих матчах Ковені виходив на поле.
Після вильоту клубу з NSL в січні 2004 року продовжив виступати в складі клубу в Національній Прем'єр-лізі штату Вкторія, оскільки не мав жодної пропозиції від клубів прем'єр-ліги. Лише протягом одного сезону перебував у оренді в клубі «Ньюкасл Джетс». В оренді непогано себе проявив, забив 4 м'ячі в 10-ти поєдинках й підписав з клубом повноцінний контракт. Сезон 2006/07 років складався для Ковені спочатку не зовсім вдало, у 18-ти матчах він відзначився лише 3-ма забитими м'ячами. Зрештою його швидкий гол допоміг клубу зіграти в нічию з «Аделаїдою Юнайтед» (1:1), проте в серії післяматчевих пенальті «Сідней» поступився з рахунком 3:4.
Напередодні початку сезону 2007/08 років підписав 2-річний контракт з новоствореною професіональною командою «Веллінгтон Фенікс». Після того, як втратив місце в основі та лише зрідка почав виходити на поле, в 2009 році оголосив, що завершує професіональну кар'єру та повертається до Австралії, в клуб «Сауз Мельбурн».

## Кар'єра в збірній
19 вересня 1992 року дебютував у футболці новозеландської збірної в матчі проти Фіджі (0:0). Був включений до складу збірної на матчі фінальної частини Кубку конфедерацій 1999 року та Кубку конфедерацій 2003 року. Загалом у футболці національної збірної зіграв 64 матчі, останній з яких був 31 травня 2006 року проти Естонії.
Ковені став найкращим бомбардиром (на даний час цей рекорд продовжує триматися) збірної Нової Зеландії 27 травня 2006 року, коли відзначився дублем у ворота збірної Грузії (3:1), завдяки якому кількість його забитих м'ячів у офіційних матчах становить 29, а його загальна кількість забитих м'ячів становить 31 (в 71-му матчі) і, таким чином, перевершив досягнення Джека Ньюволла, який забив 28 м'ячів лише в 17 матчах. В січні 2009 року оголосив, що завершує міжнародну кар'єру. Також тривалий період він утримував рекорд за кількістю зіграних матчів у складі збірної, але в 2009 році за цим показником його випередив Іван Віцеліч.

## Статистика виступів у збірній

### Зіграних матчів
| Збірна Нової Зеландії | Збірна Нової Зеландії | Збірна Нової Зеландії |
| Рік                   | Ігри                  | Голи                  |
| --------------------- | --------------------- | --------------------- |
| 1992                  | 3                     | 0                     |
| 1993                  | 4                     | 0                     |
| 1994                  | 0                     | 0                     |
| 1995                  | 8                     | 1                     |
| 1996                  | 4                     | 0                     |
| 1997                  | 8                     | 5                     |
| 1998                  | 6                     | 3                     |
| 1999                  | 10                    | 1                     |
| 2000                  | 0                     | 0                     |
| 2001                  | 5                     | 9                     |
| 2002                  | 1                     | 0                     |
| 2003                  | 5                     | 1                     |
| 2004                  | 5                     | 6                     |
| 2005                  | 1                     | 0                     |
| 2006                  | 4                     | 2                     |
| Total                 | 64                    | 28                    |

### Голи за збірну
Таблиця рахунку та результатів збірної Нової Зеландії, голи новозеландців знаходяться спочатку.
| Дата            | Місце                                | Суперник             | Результат | Змагання                                | Голи (сума голів) |
| --------------- | ------------------------------------ | -------------------- | --------- | --------------------------------------- | ----------------- |
| 20 червня 1995  | Муніципальний стадіон, Кокімбо       | Туреччина            | 1–2       | Товариський                             | 1 (1)             |
| 25 січня 1997   | Футбольний стадіон Сіднея, Сідней    | Південна Корея       | 1–3       | Товариський                             | 1 (2)             |
| 11 червня 1997  | Норз Гарбур, Окленд                  | Папуа Нова Гвінея    | 7–0       | кваліфікація чемпіонату світу 1998 року | 3 (5)             |
| 18 червня 1997  | Норз Гарбур, Окленд                  | Фіджі                | 5–0       | кваліфікація чемпіонату світу 1998 року | 1 (6)             |
| 28 вересня 1998 | Ленг Парк, Брисбен                   | Вануату              | 8–1       | Кубок націй ОФК 1998                    | 3 (9)             |
| 29 червня 1999  | Національний стадіон, Сінгапур       | Сінгапур             | 1–0       | Товариський                             | 1 (10)            |
| 6 червня 2001   | Норз Гарбур, Окленд                  | Французька Полінезія | 5–0       | кваліфікація чемпіонату світу 2002      | 3 (13)            |
| 11 June 2001    | Норз Гарбур, Окленд                  | Соломонові Острови   | 5–1       | кваліфікація чемпіонату світу 2002      | 2 (15)            |
| 13 червня 2001  | Норз Гарбур, Окленд                  | Вануату              | 7–0       | кваліфікація чемпіонату світу 2002      | 3 (18)            |
| 24 червня 2001  | Австралія, Сідней                    | Австралія            | 1–4       | кваліфікація чемпіонату світу 2002      | 1 (19)            |
| 9 червня 2003   | Міський стадіон, Ричмонд             | США                  | 1–2       | Товариський                             | 1 (20)            |
| 2 червня 2004   | Гіндмарш, Аделаїда                   | Вануату              | 2–4       | Кубок націй ОФК 2004                    | 2 (22)            |
| 4 червня 2004   | Спортивний комплекс Марден, Аделаїда | Французька Полінезія | 10–0      | Кубок націй ОФК 2004                    | 3 (25)            |
| 6 червня 2004   | Гіндмарш, Аделаїда                   | Фіджі                | 2–0       | Кубок націй ОФК 2004                    | 1 (26)            |
| 25 травня 2006  | Альтенкірхен, Альтенкірхен           | Грузія               | 3–1       | Товариський                             | 2 (28)            |

## Кар'єра тренера
Після завершення кар'єри гравця, в сезоні 2010 року, Ковені очолив «Сауз Мельбурн». В своєму дебютному сезоні на посту головного тренера Ковені допоміг команді посісти 5-те місце в Прем'єр-лізі Вікторії, вищій футбольній лізі штату Вікторія. Проте вже наступного сезону Воген залишив посаду головного тренера клубу.

## Досягнення
Клубні:
- Австралфйська футбольна ліга:
  -  Чемпіон (2):  1997/98, 1998/99
- Клубний чемпіонат Океанії:
  -  Володар (1): 1999

У збірній:
- Кубок націй ОФК:
  -  Володар (1): 1998
  - Бронзовий призер : 2004

Індивідуальні:
- Найкращий молодий футболіст року в Новій Зеландії: 1992[9]
- Найкращий гравець року в Новій Зеландії: 2004